# ジークフリート・マルクス

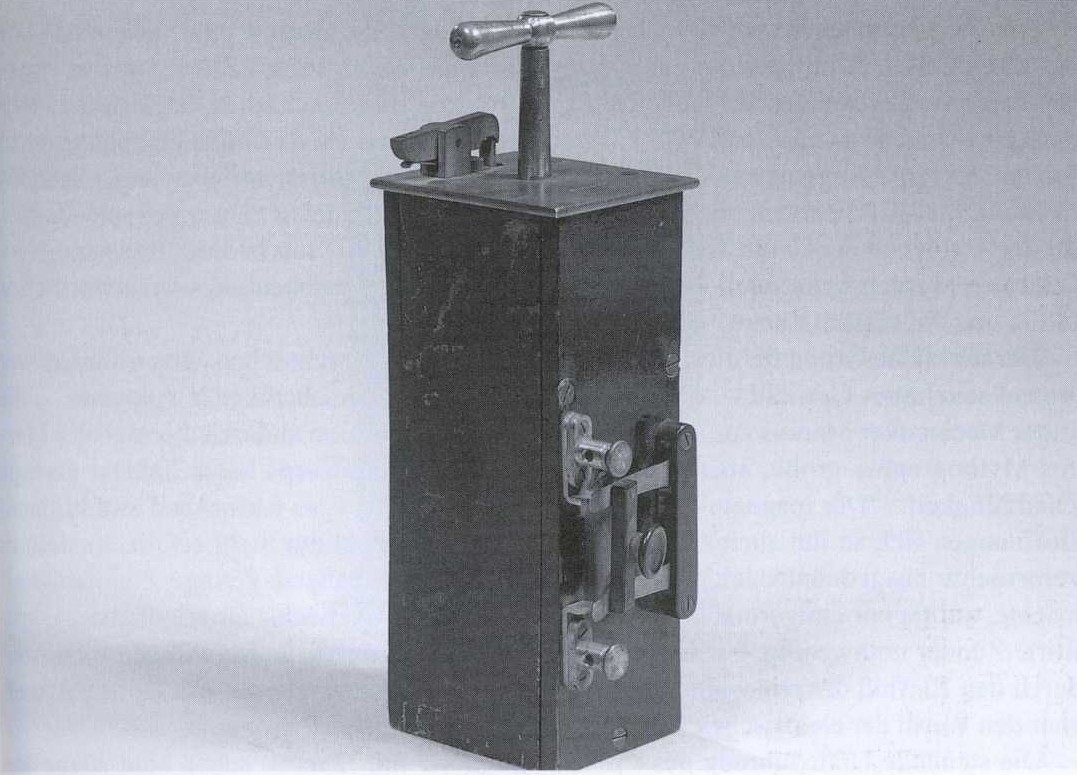
点火装置 "Wiener Zünder"（1864年）

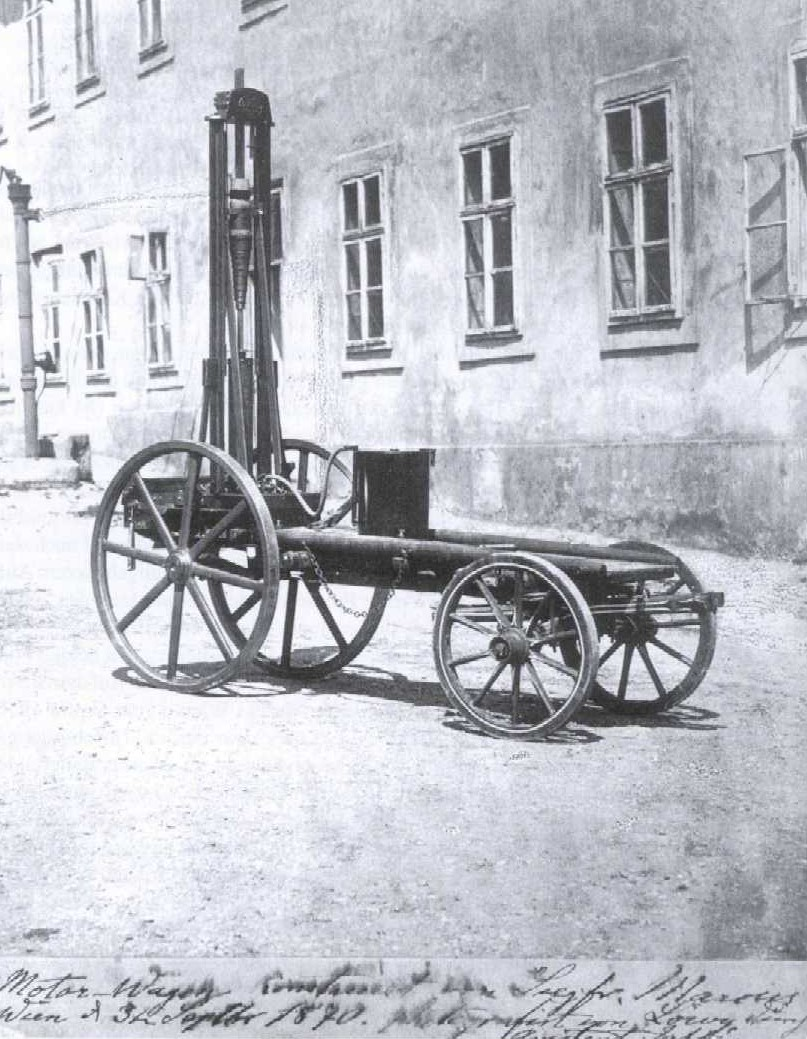
1870年製作の1台目の自動車

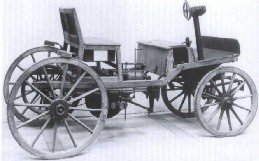
1888年製作の2台目の自動車 (Technical Museum Vienna)

ジークフリート・ザムエル・マルクス（ドイツ語: Siegfried (Samuel) Marcus, ヘブライ語: (זיגפריד) שְׁמוּאֶל מרכּוּס‎、1831年9月18日  –  1898年7月1日）は、ドイツ生まれのオーストリアの発明家で、自動車開発の先駆者である。

## 生涯
メクレンブルク＝シュヴェリーン自由国（現在のメクレンブルク＝フォアポンメルン州）のマルヒーン（Malchin）のユダヤ系の家庭に生まれる。1852年、オーストリア帝国の首都ウィーンに移住した。
1856年から1898年まで、ウィーンで科学装置を製作する独立製造業者として働いていた。電気に興味を持ち、照明技師としても成功した。主なイノベーションとしては、電信システムとダイナマイト・プランジャーの改良がある。
1870年ごろ、内燃機関を単純な荷車に搭載した。液体の燃料を使うよう設計されており、ガソリンを使って駆動する世界初の自動車を作った人物とされている。この最初の自動車を「第1マルクスカー (First Marcus Car)」と呼ぶ。
1883年、ドイツでマグネト型の低電圧点火装置の特許を取得。これを1888年の「第2マルクスカー (Second Marcus Car)」やその後のエンジンに使った。第2マルクスカーは、この点火装置と「回転ブラシキャブレータ」の組み合わせが斬新だった。
1887年、モラヴィアの企業「メルキ・ブロモフスキー&シュルツ Märky, Bromovský & Schulz」との協業を開始した。そして1886年に期限切れとなったニコラウス・オットーの特許の2ストロークエンジンと、マルクスの4ストロークエンジンを製造販売した。
1888年から1889年、Märky, Bromovský & Schulz は「第2マルクスカー」を製作した。その現物が今もウィーン産業技術博物館にある。このマルクスが作った自動車は世界中に知られるようになった。長い間、第2マルクスカーは1875年には存在していたというのが一般的な認識だった。しかし、今では1888年から1889年というのが確実とされている。1888年以前に完成していたという証拠は全くない。アメリカ機械工学会はこの自動車を Historic Mechanical Engineering Landmark の1つとした。
マルクスは16カ国で131の特許を取得している。しかし、自動車に関して特許を適用したことはないし、取得もしていない。また、自動車を自分が発明したと主張したこともない。それでも1870年に世界初のガソリンを使った乗り物を製作したことは間違いない。ただし、有名な第2マルクスカーが1890年より前に走行していたかどうかは不明である。
マルクスはウィーンのプロテスタントの墓地に埋葬された。その後、ウィーン中央墓地に遺体が移されている。
マルクスはユダヤ人であるため、ナチによってその記録が全て抹消された。ウィーン工科大学の前にあった記念碑も撤去された。戦後、記念碑は再建されている。1950年、第2マルクスカーに大幅な修復の手が加えられている。
第二次世界大戦中、ドイツ宣伝省の指導により、ドイツの百科事典で自動車の発明者の名がマルクスからダイムラーやベンツに書き換えられた。